# Segunda Intifada
A Segunda Intifada ou Intifada Al-Aqsa (em árabe, إنتفاضة فلسطينية ثاني) designa o conjunto de eventos que marcou a revolta civil dos palestinos contra a política administrativa e a ocupação Israelense na região da Palestina a partir de setembro de 2000. A Primeira Intifada ocorreu em 1987.
O movimento ocorreu dentro de um contexto marcado pelo impasse no processo de paz entre árabes e israelenses, pela retirada israelense do sul do Líbano (interpretada por alguns como uma vitória do Hezbollah), pela disputa de influência entre as facções palestinas do Fatah e do Hamas e pelo desagrado de uma parte da população israelense em relação às concessões feitas pelos acordos de Camp David (julho de 2000) e da Conferência de Taba (2001) e por ataques terroristas, como o Atentado suicida do Dizengoff Center e o atentado terrorista da pizzaria Sbarro.
Em 27 de setembro de 2000 um atentado palestino provoca a morte de um colono judeu no assentamento Israelense de Netzarim, na Faixa de Gaza.
Em 28 de setembro, Ariel Sharon, à época um parlamentar do partido Likud, de oposição ao governo de Ehud Barak, visita, protegido por um grande aparato de segurança, a Esplanada das Mesquitas/Monte do Templo, em Jerusalém. Mais de mil palestinos estão presentes, dentre os quais muitos jovens membros da chabiba, originária do Fatah. A visita é interpretada pelos palestinos como uma provocação.
Após a partida de Ariel Sharon, violentos confrontos opõem palestinos e israelenses junto ao Muro das Lamentações. Sete palestinos são mortos e centenas são feridos. Nos dias seguintes, a violência prossegue com ataques palestinos aos territórios ocupados por Israel, na Cisjordânia e na Faixa de Gaza.
O conflito, que durou do final de 2000 até o começo de 2005 deixou centenas de mortos em ambos os lados. Violentos combates em áreas urbanas, atentados e bombardeios e ataques em regiões muito povoadas deixaram um alto saldo de perdas de vidas civis. Os palestinos recorreram ao lançamento de foguetes e também, principalmente, a atentados suicidas. Já os israelenses usaram tanques, artilharia e aeronaves. A infraestrutura dos territórios ocupados ficou devastada. Entre combatentes e civis, estima-se que mais de 3 mil palestinos e quase mil israelenses teriam morrido, além de 64 estrangeiros.
A conferência de paz de Sharm el-Sheikh, realizada a 5 de fevereiro de 2005, é considerada o dia oficial em que o conflito terminou.

## Números
Segundo relatório da Organização Betselem, até 2004, 4 445  pessoas tinham sido mortas: 635 israelitas, incluindo 110 crianças. O restante, palestinos, foi morto pelas forças israelitas de segurança, dos quais, pelo menos mais da metade, civis, que supostamente não teriam participado do conflito, além de 558 crianças.
Os episódios de violência se sucederam até o ano de 2006.
Os números da Segunda Intifada, em 15 de fevereiro de 2006, chegavam a 4 995 mortos, sendo 3 858 palestinos e 1 022 israelenses (a conta não é exata).

## Detenções e castigo coletivo
Em 2004, 7 366 palestinos encontravam-se detidos por Israel: 386 das quais crianças; 760 deles encontravam-se em detenção administrativa sem terem sido formalmente acusados ou julgados.
De 2000 a 2004 o exército israelense demoliu cerca de 3 700 casas palestinas: 612 casas foram destruídas como castigo contra famílias de palestinos suspeitos de tentar realizar ou de ter cometido ofensas violentas contra civis ou forças de segurança israelitas; 2 270 foram demolidas pelo argumento de “segurança”; mais de 800 demolições administrativas foram realizadas contra casas construídas sem permissão israelense.
Foi também durante a Segunda Intifada que a ativista membro do The International Solidarity Movement (ISM) Rachel Corrie foi morta em 16 de Março de 2003 pelas Forças Armadas de Israel enquanto tentava, juntamente com outros ativistas, impedir a destruição de casas civis na região de Rafah.

## Na literatura
- No romance Até o fim da terra, de David Grossman, um pai se preocupa com seu filho, que está servindo no exército israelense durante a Operação Baluarte, durante o segunda intifada. [10]
- O romance O atentado de Yasmina Khadra apresenta um médico árabe-israelense, cuja esposa se explode durante a segunda intifada. [11]
- O romance Le Traître, de Pierre Cormon, apresenta um pacifista suíço que estuda o oud no Egito e descobre que seu colega de quarto palestino está envolvido nos ataques - suicídio. [12].
- A história em quadrinhos Notas sobre Gaza, de Joe Sacco, retrata o autor investigando um massacre cometido pelo exército israelense durante a Crise de Suez, enquanto a segunda intifada se alastrava ao seu redor. [13].